# Угур Демірок
Угур Демірок (тур. Uğur Demirok, нар. 8 липня 1988, Стамбул) — турецький футболіст, захисник клубу «Коньяспор». Виступав за низку турецьких клубів та національну збірну Туреччини.

## Клубна кар'єра
Народився 8 липня 1988 року в місті Стамбул. Вихованець футбольної школи клубу «Галатасарай». Не закріпившись у складі рідної команди, виступав на правах оренди за «Газіантепспор», «Істанбулспор», «Бейлербеї» та «Карталспор».
У 2011 році став гравцем клубу «Акхісар Беледієспор», якому в першому ж сезоні допоміг вийти в Суперлігу, після чого протягом наступних 2,5 сезонів був основним гравцем клубу і допомагав йому втриматись в еліті.
На початку 2015 року перейшов у «Трабзонспор», де зіграв до кінця сезону 14 матчів у чемпіонаті, після чого був на рік відданий в оренду в «Османлиспор». Влітку 2016 року повернувся до «Трабзонспора» і став основним захисником команди з Трабзона.

## Виступи за збірні
З 2002 року виступав за юнацькі збірні різних вікових категорій. Протягом 2008 року залучався до складу молодіжної збірної Туреччини до 20 років. На молодіжному рівні зіграв у 2 офіційних матчах.
2014 року провів два товариські матчі у складі національної збірної Туреччини.

## Досягнення
- Чемпіон Туреччини: 2005/06